# 前田沙耶香
前田 沙耶香（まえだ さやか、1981年10月13日 - ）は、日本の女性声優。青二プロダクション所属。大阪府出身。

## 来歴
青二塾大阪校（18期生）卒業。

## 人物
資格・免許は普通自動車免許、硬筆5級。特技はダンス、ヘアメイク。方言は関西弁。
2012年2月から2015年3月まで神奈川県川崎市のご当地アイドル川崎純情小町☆に参加。

## 出演
太字はメインキャラクター。

### テレビアニメ
2003年
- アストロボーイ・鉄腕アトム（子供）
- FIRESTORM（ヒロコ、クルー、ユーリ）

2004年
- 名探偵コナン（高校生）
- リングにかけろ（木村幸子）

2005年
- あかほり外道アワーらぶげ（女子行員、妹〈美少女〉、園児B、ヤクシャ、ファンB、少年B、メイド〈オペレーター〉）
- 強殖装甲ガイバー（水沢、女生徒、客）
- Xenosaga THE ANIMATION（オペレーター）
- D.C.S.S. 〜ダ・カーポ セカンドシーズン〜（バイト）
- とっとこハム太郎 はむはむぱらだいちゅ!（オーキニーちゃん）
- ビューティフル ジョー（ロビン）
- ボボボーボ・ボーボボ（ビキ〈ギガガールズA〉、美女A、美女）
- まじめにふまじめ かいけつゾロリ（メイクさん）

2006年
- NANA（ファミレス店員）
- ラブゲッCHU 〜ミラクル声優白書〜（いじめっ子B）

2007年
- NANA（女子高生）

### OVA
- 大YAMATO零号（2004年、異星人の子供）
- 土方歳三 白の軌跡（2004年、遊郭の娘）
- イリヤの空、UFOの夏（2005年、吉田）
- 名探偵コナン MAGIC FILE4 大阪お好み焼きオデッセイ（2010年、女子高生）

### 劇場アニメ
- ONE PIECE THE MOVIE デッドエンドの冒険（2003年）
- マインド・ゲーム（2004年、みょん[5]）
- 劇場版 AIR（2005年、観鈴の同級生[6]）

### ゲーム
2005年
- テイルズ オブ レジェンディア
- マビノ×スタイル（エルナ、レイナ）

2008年
- カラオケJOYSOUND Wii（ママ）
- 無双OROCHI 魔王再臨（卑弥呼）

2009年
- VitaminZ
- 無双OROCHI Z（卑弥呼）
- 龍が如く3（理緒奈）

2011年
- 無双OROCHI 2（卑弥呼）

2012年
- クロヒョウ2 龍が如く 阿修羅編
- 新・剣と魔法と学園モノ。刻の学園（コーデリア）
- 無双OROCHI2 Special（卑弥呼）
- 無双OROCHI2 Hyper（卑弥呼）

2013年
- 無双OROCHI2 Ultimate（卑弥呼）

2015年
- 東亰ザナドゥ（四宮葵）

2016年
- 東亰ザナドゥ eX＋（四宮葵）
- 龍が如く6 命の詩。（理緒奈）

2018年
- 無双OROCHI 3（卑弥呼）

### ドラマCD
- Infantaria（ミリア）
- 桜蘭高校ホスト部（宝積寺れんげ）
- 学園ヘヴン2〜強気な2年生〜（女の子たち）
- ゲーマーズヘブン!
- 水夏〜SUIKA〜 第1章 水瀬伊月（看護婦）
- 水夏〜SUIKA〜 第2章 白河さやか（女学生）
- ときめきメモリアル Girl's Side chapter1 〜Spring〜（女生徒）
- Missing 呼び声の物語（雪村月子〈月子だったもの〉）

### 音楽CD
- こどものうた：ざっくざく!宝箱 ※まかせて★スプラッシュ☆スター★
- CDツイン こどものうた〜炎神戦隊ゴーオンジャー〜 ※チャンス!
- CDツイン テレビこどものうた〜轟轟戦隊ボウケンジャー〜 ※まかせて★スプラッシュ☆スター★、オシャレ魔女Vラブandベリー メドレー
- CDツイン みんなだいすき!子どもの歌! ※チャンス!
- 2006 はっぴょう会(3) まかせて★スプラッシュ☆スター★ ※まかせて★スプラッシュ☆スター★、オシャレ魔女Vラブandベリー メドレー

### 吹き替え

#### ドラマ
- ドクター・フー（2006年）

#### アニメ
- ベン10（2007年、グウェン・テニスン）
  - ベン10 オムニトリックスの秘密（2007年、グウェン・テニスン）
  - ベン10 時との戦い（2009年、グウェン・テニスン）
  - ベン10:エイリアンフォース（2009年、グウェン・テニスン）
  - ベン10:アルティメット・エイリアン（2011年、グウェン・テニスン）
  - ベン10:オムニバース（2013年、グウェン・テニスン）
  - ベン:10（2016年、グウェン・テニスン）

### ラジオ
- 松野太紀のCafe Blue Mountain 2（超!A&G+、2008年11月 - 2009年1月）
- 青山二丁目太紀ちゃんの店（超!A&G+、2009年2月 - 2009年12月）

### ラジオドラマ
- 青山二丁目劇場 平行線は必ず交わる（笹塚麻里）

### ナレーション
- 高校講座 生物
- 八田亜矢子の環境ゼミ
- MUSIC ON! TV presents「Acid Black Cherry」
- 列島クイズ!都道府県太郎

### 舞台
- 劇団居酒屋ベースボール 3ヶ月ロングラン公演「えのもとぐりむ作品集」第5部　『猿の類い』（2015年12月2日 - 6日、下北沢GEKI地下リバティ） - 小山知佳 役

### ミュージカル
- 朝倉薫のガールズハイパーミュージカル2016『タイラー！』（2016年5月24日 - 29日、シアターブラッツ） - バーンスタイン 役

### その他コンテンツ
- カートゥーン ネットワークスポットCM（グゥエン・テニスン）
- USEN Gyao 全国的ローカル情報番組溜池Now 番組内のアニメ「増田ジゴロウ the スペースドリフター」（アサノ）
- 「au shopping mall channel」 のキャラクター（にゃーみん）